# Hawker Sea Fury
Hawker Sea Fury – brytyjski pokładowy samolot myśliwski z okresu po II wojnie światowej. Był jednym z najszybszych seryjnie produkowanych jednosilnikowych samolotów z silnikiem tłokowym i jednym z ostatnich samolotów śmigłowych, który zestrzelił myśliwiec o napędzie odrzutowym.

## Powstanie konstrukcji
Od września 1942 roku Sydney Camm, główny konstruktor wytwórni Hawker, pracował nad koncepcją stworzenia samolotu myśliwskiego o lekkiej konstrukcji nieustępującej osiągami dotychczas istniejącym samolotom. Przyczyną, dla której podjęto te prace, był fakt, że do tej pory wraz ze wzrostem osiągów samolotu zawsze rosła też jego masa w związku z wymogami co do konstrukcji, silnika czy uzbrojenia. Camm zaproponował zmianę konstrukcyjną płatowca Tempest poprzez zmianę jego centropłata na nowy o mniejszej rozpiętości. Dzięki zmniejszeniu w ten sposób masy samolotu miałaby poprawić się zwłaszcza jego zwrotność. Zmiany miały też objąć kadłub i polegać na podniesieniu do góry kabiny pilota, przez co poprawiłaby się widoczność, oraz na modyfikacji usterzenia maszyny. Rozważano trzy warianty napędzane trzema różnymi silnikami:
- P.1018 - silnikiem rzędowym Napier Sabre IV
- P.1019 - silnikiem rzędowym Rolls-Royce Griffon 61
- P.1020 - silnikiem gwiazdowym Bristol Centaurus.

W tym czasie brytyjskie Ministerstwo Lotnictwa ogłosiło wymagania F.6/42 na nowy myśliwiec o wysokich osiągach, dla których inspiracją było poznanie osiągów niemieckiego samolotu Fw 190, który wylądował przypadkowo w Anglii. W styczniu 1943 kierownictwo wytwórni zdecydowało o dostosowaniu nowej konstrukcji do specyfikacji Air Ministry. Określona była początkowo jako Tempest Light Weight Fighter (myśliwiec Tempest o małej masie), w skrócie LWF. Ministerstwo Lotnictwa zainteresowało się tym projektem i wydało specjalnie dla niego nową specyfikację F.2/43 (w styczniu 1943 roku), gdzie jako napęd wskazano silnik Bristol Centaurus XII. Camm dodatkowo parę miesięcy później przekonał Admiralicję, że jego projekt spełnia też wymagania marynarki brytyjskiej N.7/43 na pokładowy samolot myśliwski. Przy pracy nad projektem miały współpracować wytwórnie Hawker i Boulton Paul, Hawker nad wersją lądową, a Boulton Paul nad wersją morską.
W grudniu 1943 roku lotnictwo zamówiło sześć prototypów F.2/43, w tym dwa napędzane silnikiem Griffon, jeden Centaurus XII, dwa Centaurus XXII i jeden do prób statycznych płatowca.

## Hawker Fury
Pierwszy prototyp (NX798) został oblatany 1 września 1944 roku. Napędzany był silnikiem Bristol Centaurus XII z 4-łopatowym śmigłem Rotol. Testy wykazały wyśmienite właściwości. W kwietniu 1944 roku zamówiono 200 maszyn wersji lądowej pod nazwą Hawker Fury dla RAF i 200 maszyn dla Royal Navy, nazwanych Hawker Sea Fury, przy czym 100 maszyn miała zbudować wytwórnia Boulton-Paul.
Oprócz wersji z silnikiem Centaurus, badano inne jednostki napędowe. 7 listopada 1944 roku oblatano drugi prototyp (LA610) z silnikiem rzędowym Griffon 85 z sześciołopatowym śmigłem przeciwbieżnym. Później zamontowano w nim silnik rzędowy Napier Sabre VII. Silnik Sabre VII otrzymał także czwarty prototyp VP207 z 1947 roku, który osiągnął prędkość maksymalną 780 km/h – największą dla tłokowych myśliwców Hawkera.
RAF rozważał skierowanie do produkcji Fury z silnikiem Centaurus, ale wobec zakończenia wojny i rozwoju samolotów odrzutowych zrezygnowano z tego. Samoloty w wersji lądowej budowano wprawdzie następnie dla sił powietrznych Iraku, Egiptu i Pakistanu, lecz wywodziły się one z wersji Sea Fury. Pierwszy prototyp wyposażono w 1948 w silnik Centaurus XVIII i sprzedano do Egiptu, a trzeci prototyp (NX802), w ten sam silnik i sprzedano do Pakistanu.
Dalej rozwijano wyłącznie wersję morską Sea Fury dla marynarki wojennej, z silnikiem Bristol Centaurus.

## Sea Fury
Pierwszy prototyp myśliwca pokładowego (SR661) oblatano 21 lutego 1945 roku. Był napędzany silnikiem Bristol Centaurus XII z czterołopatowym śmigłem, miał już hak do lądowania pod sterem kierunku, ale jeszcze nieskładane skrzydła. Drugi prototyp (SSR666) był napędzany silnikiem Centaurus XV o mocy 2550 KM z 5-łopatowym śmigłem i miał już składane hydraulicznie skrzydła. Pierwsza maszyna wyprodukowana przez wytwórnię Boulton Paul (VB857) była taka sama jak drugi prototyp i została oblatana 31 stycznia 1946 roku.
Ponieważ zakończyła się w tym czasie wojna, całkowicie zrezygnowano z produkcji wersji lądowej dla RAF, a zamówienie na wersję morską okrojono do 100 sztuk i zrezygnowano w ogóle z produkcji w wytwórni Boulton Paul.

### Wersje samolotu
- Mk.X — pierwsza myśliwska wersja seryjna, zbudowana w liczbie 50 sztuk. Była prawie identyczna z drugim prototypem, ale hak do lądowania był już dłuższy. Pierwsze egzemplarze miały jeszcze śmigło czterołopatowe. Uzbrojenie stanowiły 4 działka kal. 20 mm, które mogły strzelać albo parami albo wszystkie naraz. Pierwszą seryjną maszynę oblatano 7 września 1946 roku. Testy na lotniskowcu HMS "Victorious" trwały w zimie 1946 r. Na jaw wyszły problemy z hakiem do lądowania i jego mocowanie musiało zostać wzmocnione. Na wiosnę 1947 roku uznano, że samolot jest gotowy do służby.
- FB Mk.11 (FB.11) — wersja myśliwsko-bombowa. Mogła przenosić do 454 kg uzbrojenia w postaci bomb, rakiet, pojemników z napalmem albo dodatkowych zbiorników paliwa. Wydłużono w niej hak do lądowania. Wprowadzono w niej składane hydraulicznie skrzydła[6]. Wyprodukowano 615 egzemplarzy. Pozostawała w służbie do 1953 roku.
- T Mk.20 (T.20) — dwumiejscowa wersja szkolno-treningowa. Pierwsza maszyna tej wersji, VX818, oblatana 15 stycznia 1948 roku, miała jeszcze osobne kabiny dla pilota i ucznia, ale po uszkodzeniu tylnej kabiny w jednym z lotów, zamontowano jedna wspólną, dość długą osłonę dla obu osób. Dla instruktora ponadto zainstalowano peryskopowy system obserwacji. Uzbrojenie zmniejszono do 2 działek 20 mm. Zbudowano 60 maszyn tej wersji, dodatkowo różniły się od prototypu tym, że nie miały haka do lądowania. Rozważano zbudowanie wersji rozpoznawczej, ale porzucono ten pomysł.
- Mk.50 i Mk.51 — wersja dla lotnictwa holenderskiego. Zbudowano 22 maszyny w Wielkiej Brytanii, a na licencji w wytwórni Fokker wyprodukowano ponadto 26 sztuk[7] pod oznaczeniem Mk.51.
- Mk.60 — jednomiejscowa eksportowa wersja myśliwsko-bombowa dla Pakistanu. Zbudowano 87 sztuk w latach 1949 - 1950. Do tej wersji przebudowano też 11 maszyn wersji Mk.11 i prototyp.
- Mk.61 — eksportowa, dwumiejscowa wersja szkolna-treningowa dla Pakistanu. Zbudowano 5 maszyn i dostarczono razem z Mk.60.
- Fury ISS (Iraqi Single-Seater) - wersja eksportowa dla Iraku, napędzana silnikiem Centaurus XVIII z pięciołopatowym śmigłem. Zbudowano 45 samolotów[8].
- Fury IDT (Iraqi Dual Trainer) - dwumiejscowa wersja szkolna-treningowa dla Iraku, z osobnymi osłonami kabin, zbudowano dwie sztuki[8].

## Służba

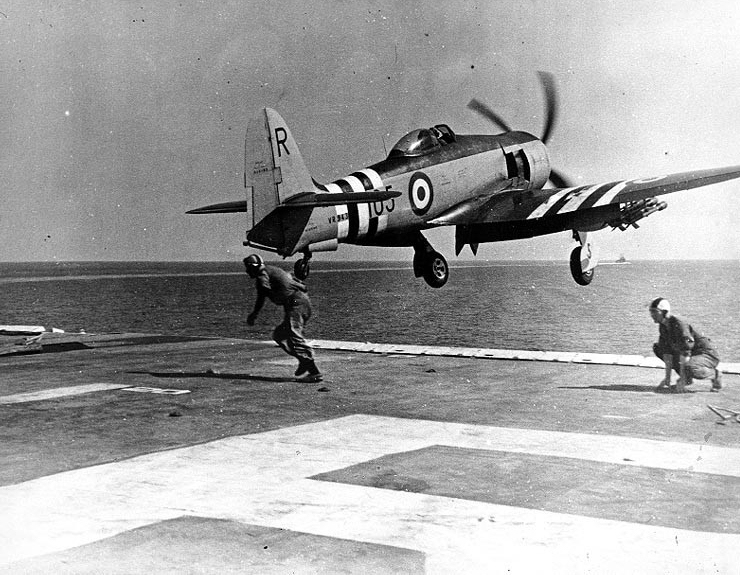
Sea Fury startuje z lotniskowca HMS „Glory” podczas wojny koreańskiej, 1951

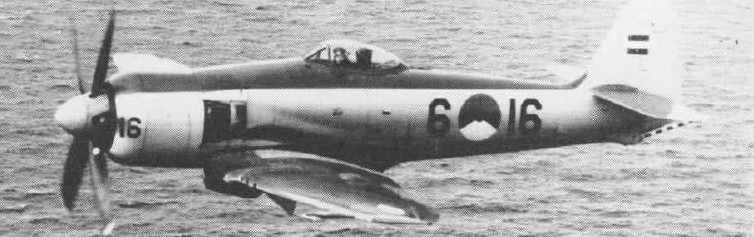
Holenderski Sea Fury z późnym wzorem numerów, 1956

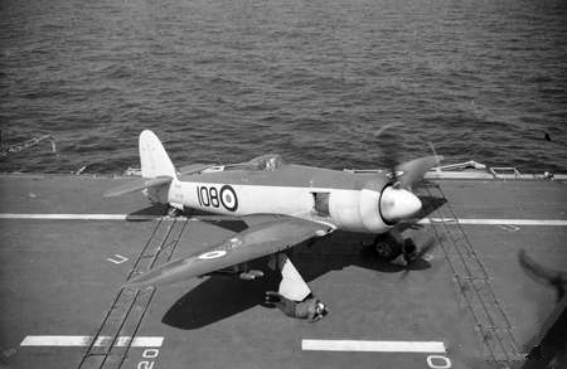
Australijski Sea Fury 805 Dywizjonu na lotniskowcu HMAS „Sydney” podczas wojny koreańskiej, 1951

Pierwsze Hawker Sea Fury weszły do służby na lotniskowcach Royal Navy w 1947 roku. Była to wersja Mk.X, wyposażono w nią dywizjon treningowy 778, a następnie we wrześniu bojowy 807. Od kwietnia 1948 roku wchodziła na wyposażenie wersja Mk 11, której używało pięć dywizjonów Fleet Air Arm: 802, 803, 804, 805 i 807. Wycofywanie samolotów FB.11 z lotnictwa Marynarki rozpoczęło się w 1953 roku, kiedy wprowadzono do linii pierwsze odrzutowce Hawker Sea Hawk. Ostatnie z brytyjskich dywizjonów pierwszej linii używały ich do 1955 roku. Samoloty Sea Fury otrzymały również dywizjony Ochotniczej Rezerwy Marynarki Królewskiej (RNVR, Royal Navy Volunteer Reserve), z których ostatni używał ich do 1956 roku.
Hawker Sea Fury, stacjonujące na lotniskowcach HMS „Theseus”, „Ocean” i „Glory”, od 1950 roku brały udział w wojnie w Korei. Pierwsza akcja bojowa miała miejsce 10 października 1950 roku. Używano ich głównie do ataków na cele naziemne. Ponosiły straty bojowe, głównie od ognia przeciwlotniczego, oraz w wypadkach, a jeden omyłkowo zestrzeliły myśliwce amerykańskie Jednak 9 sierpnia 1952 r., kpt. P. Hoagy Carmichael z 802 Dywizjonu FAA z HMS „Ocean” zestrzelił myśliwiec odrzutowy MiG-15. Był to pierwszy przypadek zestrzelenia MiG-15 przez samolot napędzany silnikiem tłokowym i jednocześnie jedyne zwycięstwo brytyjskiego lotnika używającego brytyjskiego samolotu w wojnie koreańskiej. Był to jeden z ostatnich przypadków zestrzelenia samolotu odrzutowego przez samolot śmigłowy (ostatnim był Douglas A-1 Skyraider w 1966 roku). Ogółem brytyjskie i australijskie lotniskowce straciły 22 pilotów w walce i 13 w wypadkach.
Oprócz Marynarki Brytyjskiej Sea Fury służyły też w marynarce holenderskiej w latach 1950-1959. Holandia zamówiła najpierw w październiku 1946 roku 10 samolotów F.50, odpowiadających wersji Mk.X. Używane były w 1947 roku w Holenderskich Indiach Wschodnich do tłumienia powstania komunistycznego, w składzie 860 Dywizjonu marynarki holenderskiej, na wypożyczonym od Wielkiej Brytanii lotniskowcu eskortowym „Karel Doorman” (pierwszym). W 1950 roku Holandia zamówiła dalsze 12 samolotów w wersji FB.50, odpowiadającej FB Mk.11 (według innych publikacji, nosiły one oznaczenie F.60). Dalsze 25 samolotów oznaczonych F.51 wyprodukowano na licencji w wytwórni Fokker, doprowadzając liczbę samolotów do 47. Używane były przez 860 Dywizjon na lotniskowcu lekkim „Karel Doorman” do zastąpienia przez Sea Hawki w 1956 roku, a po tym jeszcze przez 3 Dywizjon. Holenderskie samoloty budowy brytyjskiej nosiły numery od 10-1 do 10-22, później przenumerowane z pierwszą cyfrą 6, a budowy holenderskiej nosiły numery od 6-23 do 6-47.
W 1950 roku 33 samoloty Mk.11 przekazano dla lotnictwa Marynarki Wojennej Australii (Royal Australian Navy). Służyły w dywizjonach 805 i 808 na australijskim lotniskowcu HMAS „Sydney” oraz brytyjskim HMS „Vengeance” i brały udział w wojnie w Korei. Używał ich także dywizjon 850 służący od 1953 roku w Korei. Ogółem Australia otrzymała około 100 samolotów i wypożyczyła podczas wojny około 14. Utracono w Korei 10 samolotów i trzech pilotów, a 77 samolotów zostało uszkodzonych. Ponadto pewną liczbę Sea Fury przekazano do Kanady.
Wersje Mk.60 i Mk.61 budowano specjalnie dla Pakistanu. Pierwsze egzemplarze trafiły tam już w 1949 roku. Po sprzedaży w 1948 roku prototypu do Egiptu, zamówił on 12 Sea Fury, które jednak dostarczono dopiero w latach 1950-51 na skutek embarga związane z wojną z Izraelem. W międzyczasie dwa samoloty dostarczył Egiptowi Irak. Samoloty egipskie brały udział w wojnie o Kanał Sueski jeszcze w 1956 roku.
W grudniu 1946 roku, rząd Iraku zamówił 30 samolotów Fury ISS, dostarczono je w 1948 roku. W 1949 roku sprzedano ponadto 2 dwumiejscowe samoloty szkolno-treningowe IDT. W 1951 roku zamówiono kolejne 15 samolotów ISS, a w 1953 roku 10 FB.11 i 3 dwumiejscowe T.20 z zapasów brytyjskich, dostarczone w latach 1952-53. Wycofano je w latach 60, następnie część sprzedano do USA jako wyścigowe. Cztery samoloty Irak w latach 1960-61 podarował Maroku.
W 1957 roku, pewna liczba egzemplarzy Sea Fury w wersjach Mk.10, Mk.11 i Mk.20 wróciła do wytwórni Hawker, gdzie 18 Mk.11 i 3 Mk.20, po remoncie, sprzedano w 1958 roku do Birmy. Kolejne 15 Mk.11 i 2 Mk.20 w 1958 roku sprzedano na Kubę. Nie dostarczono jednak do nich uzbrojenia przed przejęciem władzy w 1959 roku przez partyzantkę Fidela Castro, stąd nie mogły być używane operacyjnie przez rząd Batisty. Zostały one wcielone następnie do rewolucyjnego lotnictwa kubańskiego, po czym z pomocą producenta zdołano doprowadzić 12 do stanu operacyjnego, aczkolwiek ich gotowość w zamęcie rewolucyjnym szybko spadła. Podczas próby wspieranego przez USA desantu uchodźców kubańskich w Zatoce Świń 15 kwietnia 1961 roku, dwa zostały zniszczone na lotnisku, lecz kilka pozostałych zostało użytych do walki z siłami inwazyjnymi. Jeden został zestrzelony, lecz inny Sea Fury zatopił rakietami statek „Houston”. Było to ostatnie użycie bojowe tego typu samolotu. Po odparciu inwazji pozostały w lotnictwie kubańskim dwa sprawne Sea Fury, używane do 1961 roku.
Między 1958 a 1960 rokiem 16 dwumiejscowych T.20 sprzedano do Niemiec Zachodnich, gdzie przebudowano je na holowniki celów. Samoloty te, pomalowane na czerwono, były używane z cywilnymi znakami przez organizację Deutsche Luftfahrt Beratungsdienst (DLB), świadczącą usługi  dla Luftwaffe. Dołączył do nich ponadto jeden eksholenderski jednomiejscowy FB.11.